# John Carneglia
John Carneglia, detto Johnny Carnegs (New York, 21 maggio 1945), è un mafioso statunitense affiliato alla famiglia Gambino. Nel 1989 è stato condannato a 50 anni di carcere per racket e traffico di droga.

## Biografia
John Carneglia nacque il 21 maggio 1945 a Ozone Park, nel Queens, New York. Per anni fu profondamente coinvolto in vasti traffici di stupefacenti insieme a Gene Gotti (fratello di John Gotti) e al capo dei Gambino Angelo Ruggiero.
Con suo fratello Charles Carneglia, John possedeva uno sfasciacarrozze nella zona di East New York, Brooklyn. Questo luogo veniva usato, secondo le indagini, per traffici di droga, smantellamento di auto rubate e occultamento di cadaveri. Uno dei compiti di John era quello di rimuovere i gioielli dai corpi delle vittime prima di scioglierli nell’acido.
Negli anni ‘70, John adottò in maniera informale Kevin McMahon, un ragazzino di 12 anni che aveva trovato addormentato nella sua dependance. Carneglia fu per lui una sorta di padre adottivo fino al suo arresto nel 1989. In seguito, fu Charles a seguire le attività di McMahon come associato dei Gambino. Nel 2009, McMahon decise di collaborare con la giustizia e testimoniò contro suo fratello Charles Carneglia.

## Gli omicidi
Le forze dell’ordine ritengono che John Carneglia abbia partecipato, direttamente o indirettamente, a diversi omicidi di spicco legati alla mafia, tra cui quelli dei capi della famiglia Bonanno Philip Giaccone, Dominick Trinchera e Alphonse Indelicato; del boss dei Gambino Paul Castellano e del suo vice Thomas Bilotti; e infine di John Favara, vicino di casa di John Gotti.

### L’omicidio di John Favara (1980)
Nel 1980, Carneglia avrebbe avuto un ruolo nell’omicidio di John Favara, un uomo che accidentalmente investì e uccise Frank Gotti, il figlio dodicenne di John Gotti, mentre il ragazzo guidava una minibike nel quartiere di Howard Beach. Carneglia e altri mafiosi dei Gambino avrebbero rapito Favara fuori dal suo posto di lavoro a New Hyde Park, lo avrebbero ucciso e sciolto il suo corpo in un barile pieno di acido nel loro sfasciacarrozze. Il corpo di Favara non è mai stato ritrovato.

### Gli omicidi dei capi Bonanno (1981)
Nel 1981, Carneglia si sarebbe occupato della sparizione dei cadaveri di Giaccone, Trinchera e Indelicato, tre capi della famiglia Bonanno che stavano complottando contro il boss Philip Rastelli, all’epoca in carcere. In segno di favore a Rastelli, Paul Castellano (capo dei Gambino) permise ai fedelissimi di Rastelli di tendere un agguato ai tre in un club sociale dei Gambino. I corpi furono poi consegnati a Carneglia, che li avrebbe sepolti in un terreno abbandonato vicino alla sua casa nel Queens. Nel 2004, dei bambini che giocavano nell’area ritrovarono uno dei cadaveri.

### Gli omicidi di Castellano e Bilotti (1985)
Nel 1985, Carneglia avrebbe partecipato, insieme ad altri sicari, all’agguato contro Paul Castellano e Thomas Bilotti fuori dal ristorante Sparks Steak House a Manhattan. I due furono uccisi non appena scesi dall’auto. Un testimone dichiarò di aver visto Carneglia sparare a Bilotti mentre era già a terra, e secondo alcune testimonianze, fu proprio lui a sparare il colpo alla testa di Castellano. L’omicidio era stato ordinato da John Gotti, che voleva prendere il controllo della famiglia Gambino. Nessuna accusa formale fu mai presentata contro Carneglia per questi omicidi.

## Accuse e processo
All'inizio del 1987, John Carneglia e John Gotti affrontarono un processo federale con accuse pesanti tra cui loansharking (estorsione o prestito a usura), gioco d’azzardo illegale, omicidio e rapine a mano armata. Tuttavia, il 13 marzo 1987, tutti gli imputati, incluso Carneglia, furono assolti da ogni accusa.
Più tardi, nello stesso anno, Carneglia e Gene Gotti furono nuovamente processati per accuse risalenti al 1983 legate a traffico di stupefacenti, ostruzione alla giustizia, associazione a delinquere e gestione di un'organizzazione criminale dedita al traffico di droga. A gennaio 1988, il giudice dichiarò nullo il processo a causa di accuse di corruzione della giuria.
Il 27 luglio 1988, in un nuovo processo, fu dichiarato un ulteriore annullamento perché la giuria non riuscì a raggiungere un verdetto.
Alla terza udienza, il 23 maggio 1989, Carneglia fu finalmente condannato per la gestione di una rete di distribuzione di eroina. Il 7 luglio 1989, fu condannato a 50 anni di carcere e a una multa di 75.000 dollari, la stessa inflitta a Gene Gotti.
Dopo aver scontato quasi 30 anni, Carneglia è stato rilasciato l’11 giugno 2018.